# Słomkowo (Mazovie)
Pour les articles homonymes, voir Słomkowo.
Słomkowo (prononciation : [swɔmˈkɔvɔ]) est un village polonais de la gmina de Staroźreby dans le powiat de Płock de la voïvodie de Mazovie dans le centre-est de la Pologne.
Il se situe à environ 4 kilomètres au sud de Staroźreby (siège de la gmina), 20 kilomètres à l'est de Płock (siège du powiat) et à 82 kilomètres au nord-ouest de Varsovie (capitale de la Pologne).

## Histoire
De 1975 à 1998, le village appartenait administrativement à la voïvodie de Płock.